# Ngụy (Tây Chu)
Ngụy (tiếng Trung: 魏) là một nước chư hầu họ Cơ đầu thời Chu, lãnh thổ tương ứng với địa phận nay thuộc huyện Nhuế Thành tỉnh Sơn Tây và huyện Đại Lệ tỉnh Thiểm Tây. Căn cứ thuyết "Ngụy" có nghĩa là "Đại" (to lớn), Sử ký viết: "Ngụy, tên lớn vậy", còn Phục Kiền nói rằng: "Ngụy, nghe như cao lớn sừng sững vậy." Trong Kinh Thi phần Ngụy phong thì chữ "Ngụy" còn đề cập đến nước Ngụy. Năm 661 TCN đời Chu Huệ vương, nước Ngụy bị nước Tấn thôn tính.
Tấn Hiến công sau khi diệt Ngụy, đã lấy đất này ban cho Tất Mặc làm thái ấp, đó là nguồn gốc của họ Ngụy nước Tấn. Cháu của Tất Mặc là Ngụy Thù vì có công phò tá công tử Trùng Nhĩ lúc lưu vong, nên được phong làm đại phu, gọi là Ngụy Vũ tử. Trong sự kiện ba nhà chia Tấn vào năm 445 TCN, họ Ngụy tự lập làm chư hầu, lập ra nước Ngụy thời Chiến Quốc.